# Lancsoui metró
A Lancsoui metró (egyszerűsített kínai írással: 兰州地铁, hagyományos kínai írással: 蘭州地鐵, pinjin: ) Kínában található Lancsou városban és vonzáskörzetében. A metróhálózat hossza 2024 áprilisában 34,96 km, a metróvonalak száma 2 és az állomások száma 29 volt. Éves utasforgalma 32 430 000 fő (2019). Az első vonal 2019. június 23 nyílt meg.

## Forgalom
Az utasforgalom az elmúlt években az alábbi módon változott:
| 2019 | 32 430 000 |